# Warta-Klempic kärnkraftverk
Warta-Klempic kärnkraftverk var ett tänkt kärnkraftverk i Polen.
År 1987 påbörjades bygget av fyra kärnkraftsreaktorer av typen VVER-1000 vid Warta-Klempic i centrala Polen. Finansieringen vek direkt av och arbetet saktade in. I oktober 1989 genomförde IAEA en pre-OSART-mission, dvs. en tidig granskning av den operativa säkerheten. I samband med kärnkraftsmotstånd efter Tjernobylolyckan, ekonomiska svårigheter och politiskt instabilitet stoppades projektet i slutet av 1989.

## Återigen tänkbar plats för kärnkraft
I december 2020 presenterades Polens planer på att ersätta kolkraft med sol-, vind- och kärnkraft vid tre rangordnade platser - Żarnowiec kraftverk, Warta-Klempic kraftverk och Bełchatów kraftverk. Sex stora lättvattenreaktorer på sammanlagt 6-9 GW planeras för 34 miljarder euro, med det första kärnkraftverket klart till 2033.